# Norman Crowther Hunt, Baron Crowther-Hunt
Norman Crowther Hunt, Baron Crowther-Hunt (* 13. März 1920 in Bradford; † 16. Februar 1987 in Oxford) war ein britischer Wissenschaftler und Politiker der Labour Party. 

## Frühe Jahre und Ausbildung
Norman Hunt besuchte die Belle Vue High School in Bradford und studierte Geschichte am Sidney Sussex College in Cambridge. 1949 bekam er ein Forschungsstipendium und studierte amerikanische Politik an der Princeton University. 1952 bekam er ein Stipendium in Politik am Exeter College in Oxford.

## Berufliche Laufbahn
Hunt war regelmäßig in Radio- und Fernsehsendungen der BBD zu Gast und moderierte wöchentlich die Sendung People and Politics auf BBC World Service. 1986 wurde er Vorsitzender des Beirates (General Advisory Council) der BBC. 
Während Harold Wilsons erster Amtszeit als Prime Minister war Norman Hunt von 1966 bis 1968 Mitglied der Fulton-Kommission, deren Vorsitzender John Fulton, Baron Fulton war und Ideen zur Reform der öffentlichen Verwaltung vorschlug. 1969 wurde er in die Royal Commission on the Constitution berufen, deren Vorsitzender zunächst Lord Crowther war und ab 1969 Lord Kilbrandon. Während der zweiten Amtszeit von Wilson ab März 1974 wurde Hunt Berater der Regierung, um deren Vorschläge zur Regionalisierung durchzuführen. Von Oktober 1974 bis 1976 war er Erziehungsminister, anschließend Minister of State for the Privy Council Office, wo er sich weiter um die Regionalisierung und die Reform der Verwaltung kümmerte. Schließlich trat er desillusioniert von seinem Ministeramt zurück und wurde 1976 wieder Dozent am Exeter College. 1982 wurde er Rektor des Colleges und blieb dies bis zu seinem Tode im Jahre 1987. Im selben Jahr wurde in Oxford das neue Crowther-Hunt-Gebäude eingeweiht, für das Hunt und seine Frau das Geld gesammelt hatten.

## Familie
1944 heiratete Norman Hunt seine Frau Joyce, Tochter eines britischen Missionars, der in Saskatchewan tätig war. Das Paar bekam drei Töchter. Lady Crowther-Hunt engagierte sich auf vielfältige Weise für Studenten in Oxford, sowohl bei Institutionen wie auch privat; so lud sie Studenten über Weihnachten in ihr Haus ein, die nicht nach Hause fahren konnten.
1990 wurde Lady Crowther-Hunt vom spanischen König Juan Carlos I. mit dem Orden de Isabel la Católica  für ihre Verdienste um die Einrichtung eines nach eines Königin Sofia benannten Stipendiums am Exeter College. Sie starb im Februar 2006.

## Publikationen
- Methods of wage payment in British industry. 1951
- Sir Robert Walpole, Samuel Holden and Dissenting Deputies. 1957
- Power in Britain. Teddington 1965
- Modern thinking in management. 1967
- Management in the social and safety services. Hrsg. mit W. D. Reekie. London 1974
- Two Early Political Associations: Quakers and the Dissenting Deputies in the Age of Sir Robert Walpole. 1979